# Domino (spel)

Alle 28 dominostenen van een gewoon spel

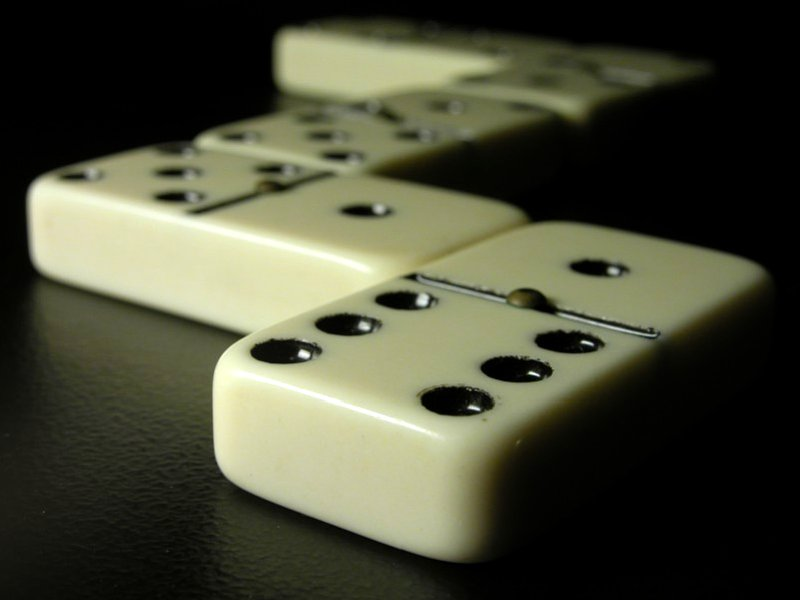
Dominostenen

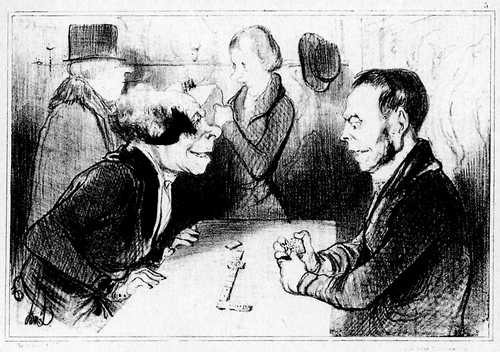
Karikatuur door Honoré Daumier

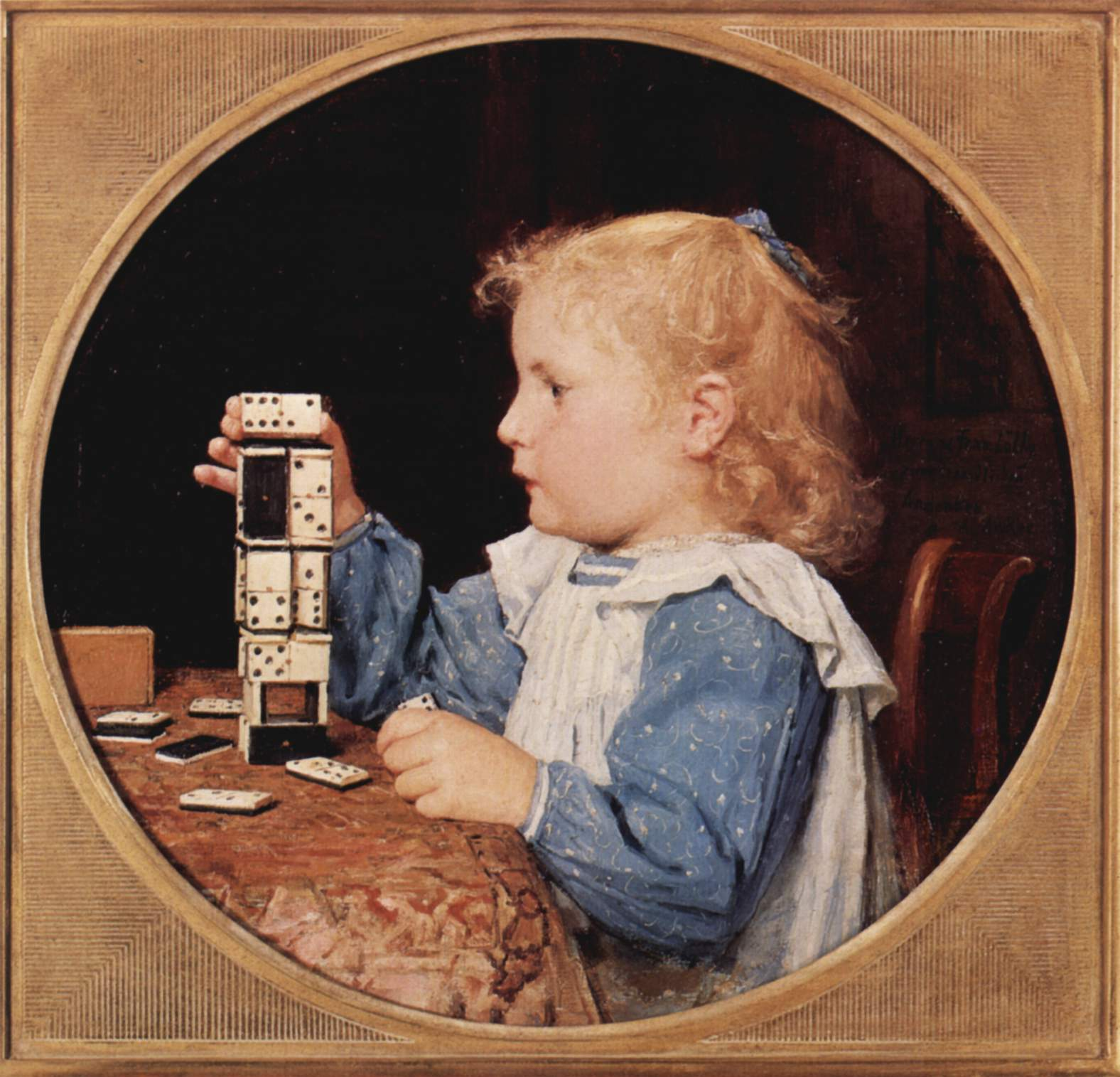
Meisje met dominostenen door Albert Anker

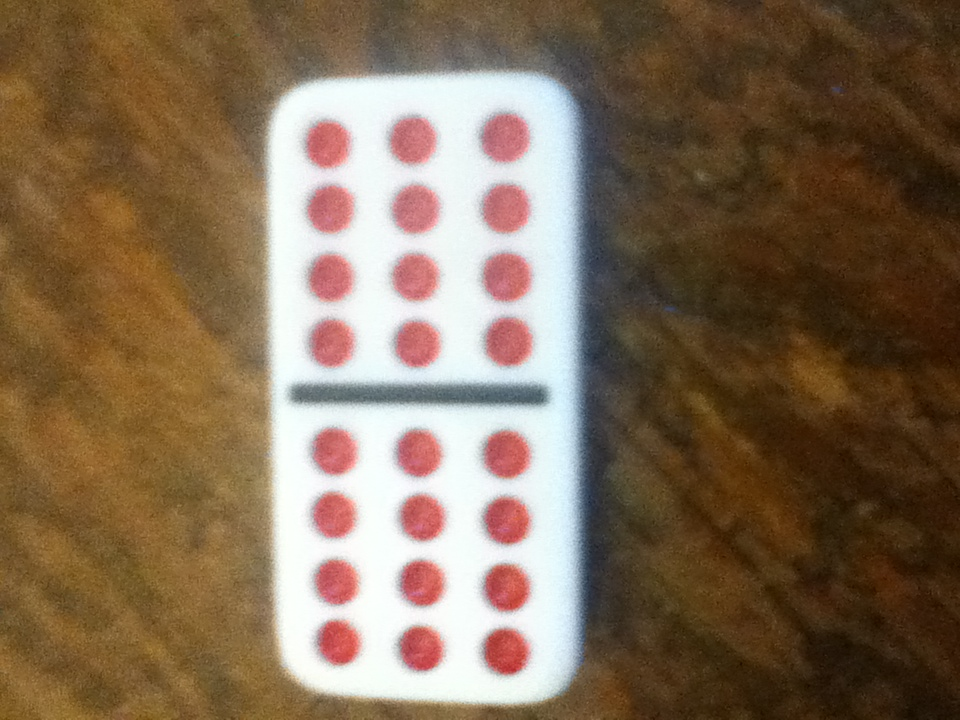
Een spel met n = 12

Het domino-effect

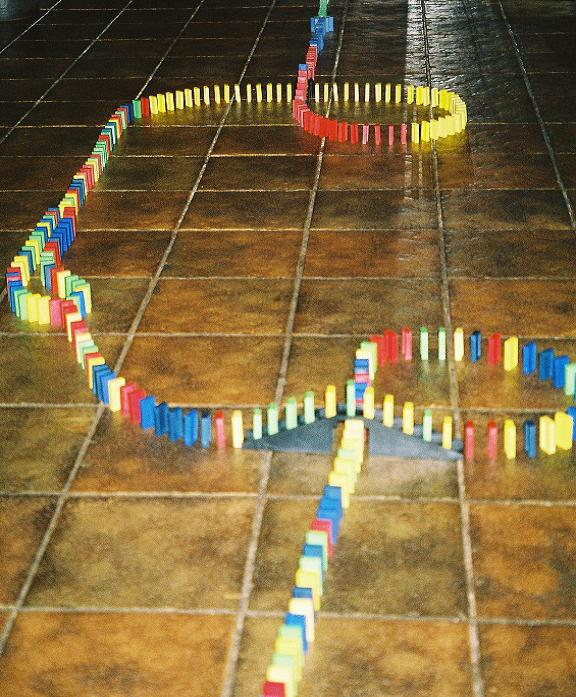
Voorbeeld van dominostenen op een rij

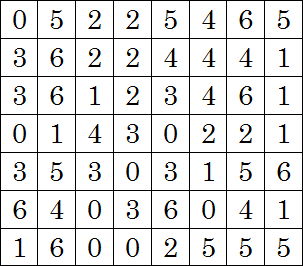
DominoMatrix

Domino is een legspel dat met speciale dominostenen wordt gespeeld.
De stenen zijn vaak gemaakt van plastic of hout, vroeger ook van echte steen, been, gewei of ivoor. De stenen zijn langwerpig van vorm en verdeeld in twee vierkante veldhelften, ieder gemerkt met ogen. In de standaarddomino-uitvoering hebben de helften nul tot zes ogen maar er zijn ook uitvoeringen met nul tot negen, nul tot twaalf en nul tot achttien ogen. In de standaardset komen alle 28 mogelijke combinaties van  tot  eenmaal voor.
Domino is zeer populair op het eiland Curaçao en in Latijns-Amerika, onder de jeugd verliest domino echter aan populariteit.
De basisspelregels zijn als volgt:
- Alle stenen worden met de ogen naar de onderkant gelegd (de voorraad).
- Iedere speler krijgt (koopt) bij het begin van het spel een aantal stenen:
  - bij 2 spelers zijn dit 7 stenen;
  - bij 3 of 4 spelers zijn dit er 5.
- De spelers leggen deze stenen, onzichtbaar voor de tegenstanders (maar zichtbaar voor zichzelf) op tafel.
- De speler die de hoogste dubbele steen heeft (dus dubbel 5 gaat boven dubbel 3, enz.) begint en legt deze steen op het spelbord.
  - Als niemand een dubbele steen heeft, moeten alle spelers hun stenen opnieuw nemen.
- Iedere volgende speler tracht een steen van zichzelf te leggen tegen de stenen die zich al op het spelbord bevinden:
  - De bedoeling is een kant met een bepaald aantal ogen tegen een kant van een reeds gelegde steen met hetzelfde aantal ogen te leggen.
  - Spelers mogen bij normale stenen slechts één keer een steen aan eenzelfde kant leggen. (Dus als er bijvoorbeeld  ligt, mag de -kant maar één keer gebruikt worden en de -kant ook maar één keer.)
  - Dubbele stenen worden dwars gelegd, bij dubbele stenen mag aan de vier kanten worden bijgelegd, daar kunnen dus aftakkingen ontstaan.
- Als een speler niet kan leggen, moet hij een steen nemen (kopen) van de voorraad. Eenzelfde speler:
  - mag in eenzelfde beurt maximaal drie keer kopen
  - als hij kan spelen, moet hij dit doen.
- Wie als eerste al zijn stenen kwijt is, heeft de partij gewonnen.
- Aan het einde van het spel telt iedereen zijn punten en krijgt de winnaar de som van de punten van zijn tegenspelers.
- Het spel is voorbij als iemand 100 punten heeft.

## Domino-optie
In veel Engelssprekende landen en in het algemeen internationaal zijn er twee hoofdmodi van het spel bekend:
- Steal (Draw). Dit is de populairste modus, die ook meestal op Spaanstalige dominostenen wordt gespeeld. Als de speler geen stenen heeft, moet hij van de stapel trekken om verder te kunnen spelen.
- Zonder stelen (blokkeren). In deze modus worden geen extra stenen getrokken. Het spel eindigt wanneer een speler wint door zijn laatste steen te spelen, of wanneer het spel is vergrendeld doordat geen van beide spelers kan spelen.

## Geschiedenis
De ontstaansgeschiedenis van het spel is onduidelijk. Mogelijk vindt het dominospel zijn oorsprong in China en zijn de stenen door Marco Polo daarvandaan meegenomen, maar dit valt niet met zekerheid vast te stellen. De oudste gevonden dominostenen lagen in het graf van Toetanchamon.
De oudste beschrijving van domino stamt uit de Chinese Song-dynastie van 960 - 1279. Het spel zou zich ontwikkeld hebben uit dobbelstenen en de dominostenen zouden de mogelijke worpen met twee dobbelstenen aangeven. De blanco zou later toegevoegd zijn.
De oudste domino's in West-Europa stammen uit het Italië van de 18e eeuw.

## Aantal stenen
Het aantal stenen bedraagt
{\displaystyle {\frac {(n+1)(n+2)}{2}}}
waarbij n het grootste aantal ogen in het spel voorstelt.
Met het gewone spel is n = 6 zijn er dus
{\displaystyle {\frac {(6+1)(6+2)}{2}}=28}
stenen. 
Ook spelen met n = 9 of n = 12 of n = 18 worden gespeeld.
Is n oneven, dan is het niet mogelijk een keten van alle stenen te leggen.

## Kampioenschappen
In domino worden er twee verschillende wereldkampioenschappen georganiseerd.
Verder wordt de Maria-Theresia-Cup georganiseerd.

## Domino-effect
Een andere mogelijkheid om met dominostenen te spelen, is er een flink aantal van achter elkaar rechtop zetten en vervolgens de eerste steen een zetje geven, waardoor ze allemaal omvallen, doordat het zetje steeds aan de volgende steen wordt doorgegeven. Dat is het spreekwoordelijke domino-effect.  
In speelgoedwinkels zijn hiervoor speciale dominostenen te koop. Deze zijn gemaakt van plastic en hebben verschillende kleuren, wat het geheel een extra vrolijke aanblik geeft. Vaak worden hier ook bruggen, loopings, klaphekjes en andere attributen bij geleverd die voor extra spektakel zorgen tijdens het omvallen van de stenen. Voor het wereldrecord hiervan, zie Domino Day. 

### Geopolitiek
In de geopolitiek wordt het begrip domino-effect gebruikt voor een (gevreesde) uitbreiding van een politieke ontwikkeling naar meerdere landen.

## DominoMatrix
Er is nog een spel dat met dominostenen gespeeld wordt, zij het op papier. Alle 28 stenen worden horizontaal en verticaal in een rechthoek gelegd van 8 vierkantjes horizontaal en 7 verticaal. Enkel de nummers worden genoteerd op ruitjespapier, zonder de stenen erbij te tekenen. Uit de nummers alleen moet nu de plattegrond van de stenen teruggevonden worden. Soms bestaan er meerdere oplossingen. Die worden dan niet getekend. Het spel werd beschreven in een artikel in Scientific American uit 1962 van Martin Gardner. Dit spel is ook vaak als puzzel te vinden in puzzelboeken met logische puzzels. Hierbij staan de cijfers van de stenen al voorgedrukt in een rechthoek, zonder ruitjes en dan is het de bedoeling om de lijnen eromheen te tekenen, zodat zichtbaar wordt hoe de stenen liggen.

## Domino in de kunst
- Domino speelt een sleutelrol in de roman Dubbelspel van Frank Martinus Arion.
- In de eerste scène van de opera Fedora van Umberto Giordano spelen de bedienden van graaf Andrejevitsj domino.